# Conde de Ottolini
Conde de Ottolini é um título nobiliárquico criado por D. Carlos I de Portugal, por Decreto de 8 de Maio de 1890, em favor de Manuel Sarmento Ottolini, antes 1.° Visconde de Ottolini.
Titulares
1. Manuel Sarmento Ottolini, 1.º Visconde e 1.° Conde de Ottolini;
2. José da Veiga Ottolini, 2.° Conde de Ottolini.

Após a Implantação da República Portuguesa, e com o fim do sistema nobiliárquico, usaram o título: 
1. José Estanislau de Albuquerque e Bourbon de Barahona Fragoso, 3.° Conde de Ottolini;
2. José Manuel Siguenza de Barahona Fragoso, 4.° Conde de Ottolini, 4.° Conde da Esperança, 2.° Conde de Condeixa;
3. José Estanislau Santos Silva de Barahona Fragoso, 5.° Conde de Ottolini, 5.° Conde da Esperança, 3.° Conde de Condeixa.